# Dysphania imperialis
Dysphania imperialis là một loài bướm đêm trong họ Geometridae.